# Hørnings kommun
Hørnings kommun var en kommun i Århus amt i Danmark. Sedan 1 januari 2007 ingår kommunen i Skanderborgs kommun.